# Sipho Sepamla
Sipho Sepamla (22 septembre 1932 – 9 janvier 2007) était un écrivain sud-africain.

## Biographie
Né dans un township près de Krugersdorp, Sipho Sepamla a vécu la majeure partie de sa vie à Soweto. Il a étudié l’Université de Pretoria et a publié son premier volume de poésie, Hurry Up To It ! en 1975. Au cours de cette période, il a été également actif dans le mouvement de la conscience noire, et son livre de 1977, The Soweto I Love, en partie une réponse à l’insurrection de Soweto du 16 juin 1976, a été interdit par le régime d’apartheid. Il est l’un des fondateurs de la Federated Union of Black Artists (maintenant la Fuba Academy of Arts) et rédacteur en chef du magazine littéraire New Classic et du magazine de théâtre S’ketsh.
Il a publié plusieurs volumes de poésie et des romans. Il a reçu le prix Thomas Pringle en 1977 et l’Ordre des Arts et des Lettres pour ses écrits. Plus tard, en Afrique du Sud, il a été élu membre du Groupe de travail sur les arts et la culture du nouveau gouvernement.

## Œuvres

### Poésie
- Hurry Up to It! (Donker, 1975)
- The Soweto I Love (1977)
- Selected poems (Donker, 1984)
- From Gorée to Soweto (1988)

### Romans
- The Root is One (1979)
- A Ride on the Whirlwind (1981)